# Brodské
Brodské és un poble i municipi d'Eslovàquia que es troba a la regió de Trnava, a l'oest del país.

## Història
La primera menció escrita de la vila es remunta al 1163.

## Demografia
| Godina             | 1994 | 2004   | 2014   | 2024   |
| ------------------ | ---- | ------ | ------ | ------ |
| Nombre de persones | 2400 | 2374   | 2322   | 2248   |
| Diferència         |      | −1,08% | −2,19% | −3,18% |

| Godina             | 2023 | 2024   |
| ------------------ | ---- | ------ |
| Nombre de persones | 2257 | 2248   |
| Diferència         |      | −0,39% |